# 烏克蘭陣亡將士紀念牆
俄烏戰爭中陣亡的烏克蘭將士紀念牆（烏克蘭語：Стіну пам'яті полеглих захисників України в російсько-українській війні），簡稱烏克蘭陣亡將士紀念牆（烏克蘭語：Стіна пам'яті загиблих за Україну），是位於烏克蘭基輔三聖街聖米迦勒廣場聖米迦勒金頂修道院附近的11面紀念牆。紀念牆是目前烏克蘭唯一一個保存所有在俄烏戰爭中陣亡的烏克蘭將士的國家紀念項目。其上附有烏克蘭志願軍、烏克蘭武裝部隊和烏克蘭安全部隊成員的照片和簡短生平，他們在俄烏戰爭期間為保衛烏克蘭而犧牲。
紀念牆由基輔宗主教聖統烏克蘭正教會、烏克蘭國家軍事歷史博物館、烏克蘭陣亡將士紀念冊網站及歷史文化協會「時間的護身符」（Оберіг часу）共同建立。截至2020年，紀念牆更新，添加了4500張新照片。

## 歷史

### 初始紀念

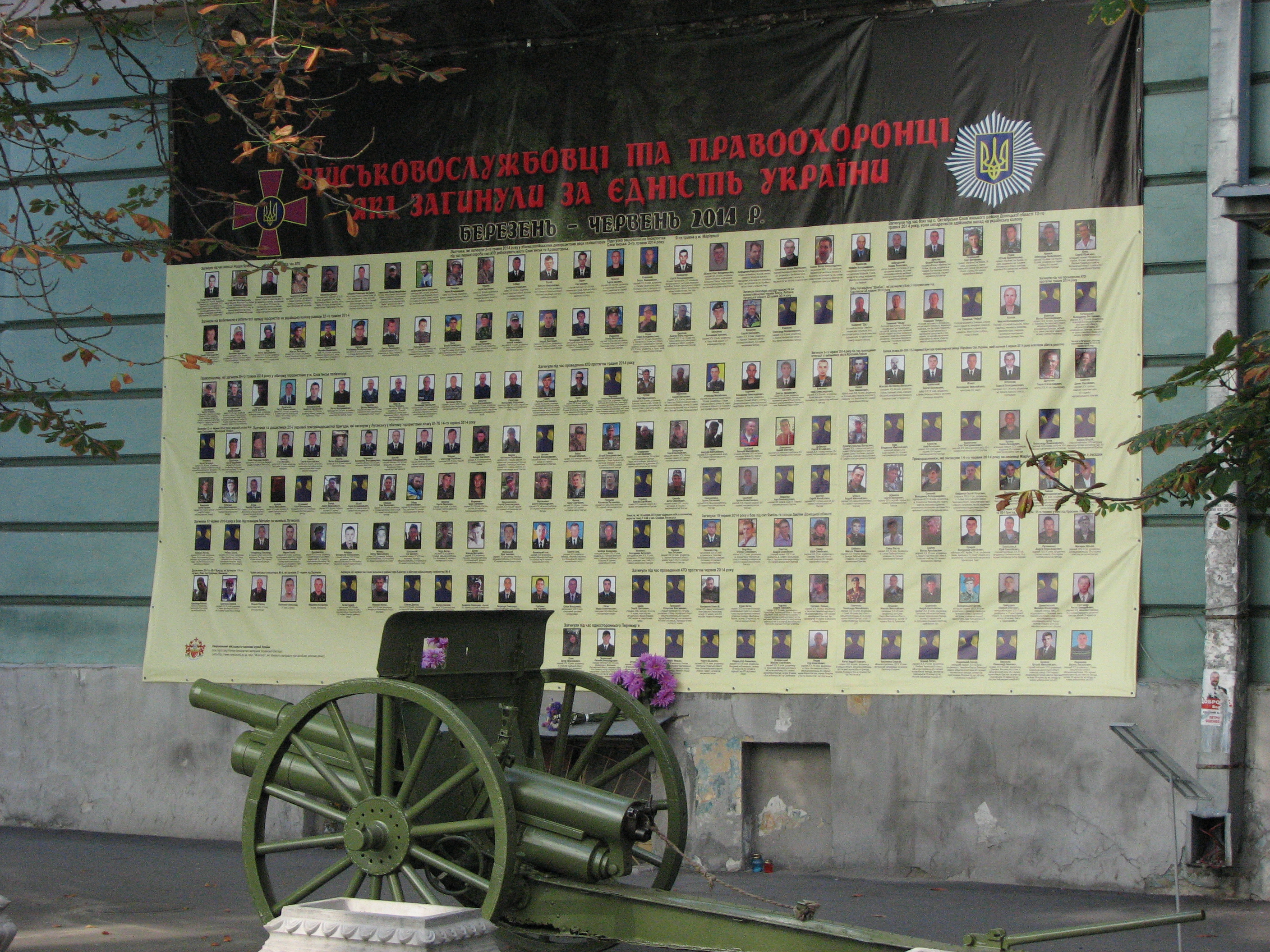
烏克蘭國家軍事歷史博物館入口處的「先烈紀念牆」，2014年9月拍攝

起初，類似的紀念牆於2014年7月初出現在位於烏克蘭國家軍事歷史博物館入口附近的烏克蘭國防部中央軍官大樓城堡巷一側的牆壁上。作為烏克蘭國家軍事歷史博物館科學信息部的成果之一，該部門負責收集和處理有關烏克蘭方面損失的信息。
根據博物館的計劃，它旨在吸引基輔市民的注意，並生動地展示他們所享有的和平生活的價值。這個紀念牆由一個巨大的橫幅（6.6米 x 4米）組成，上面展示了烏克蘭戰士的照片和簡短傳記，他們在2014年3月至6月期間在與俄軍和頓巴斯親俄武裝分子的戰鬥中喪生。特別是那些在克里米亞、斯洛維揚斯克、卡拉春山區、克拉馬托爾斯克、红利曼、梅塔利斯特、夏斯季耶等城市戰鬥中喪生的人，以及在盧甘斯克空戰中喪生的人。當時紀念牆上總共展示206位陣亡將士。
隨著烏軍於2014年夏末和秋初烏克蘭東部反恐行動中傷亡增加，記念牆必須擴展。在2014年10月初，在安德烈教堂的柱座上，開始策劃一個名為「紀念在不宣而戰的戰爭中陣亡之士兵」（Пам'яті загиблих бійців неоголошеної війни）的展覽，並在聖母帡幪節當天開幕。在這個展覽中，經過基輔宗主教聖統烏克蘭正教會的允許和支持，烏克蘭國家軍事歷史博物館的工作人員創建並展示了兩個橫幅，上面展示了烏克蘭志願軍和軍人，以及在2014年8月23日至10月10日期間在頓巴斯地區被俄軍和頓巴斯親俄武裝分子殺害的執法人員照片。
不幸的是，僅僅透過這些橫幅還不足以完成紀念牆。最初放置這些橫幅的牆壁區域不足以容納完整的烏克蘭戰士損失名單。基於這個原因，在基輔及全羅斯-烏克蘭宗主教菲拉列特的同意和祝福下，在2015年8月，將紀念橫幅移到聖米迦勒金頂修道院的四面牆上。這道紀念牆是基於塑料基底製作的（比橫幅更持久），並且設計上可進行更高質量的替換。在修道院附近的紀念牆開幕時，它包含了近800位烏克蘭戰士的照片和生平，並逐步繼續增加。

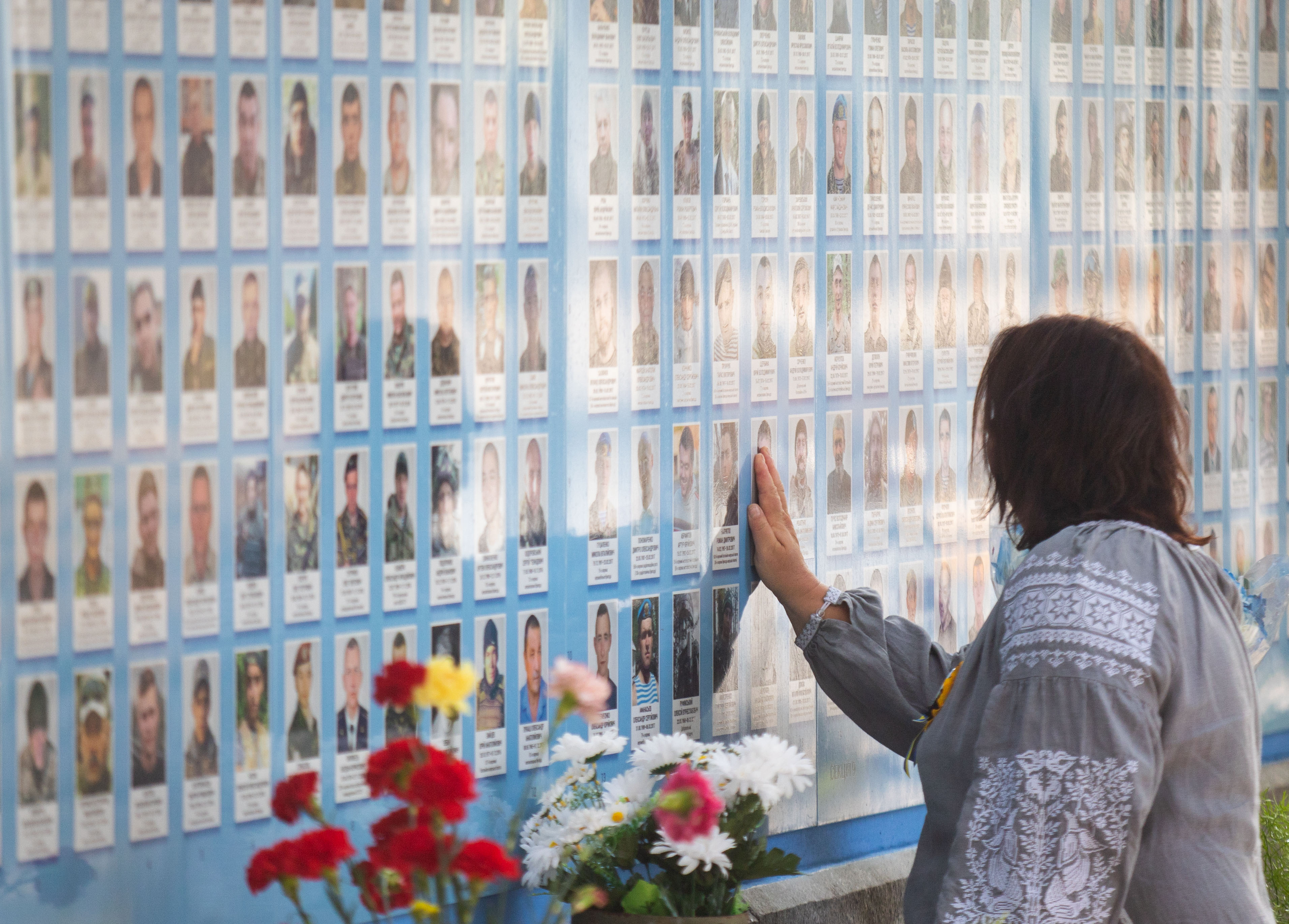
紀念牆和陣亡將士的家屬

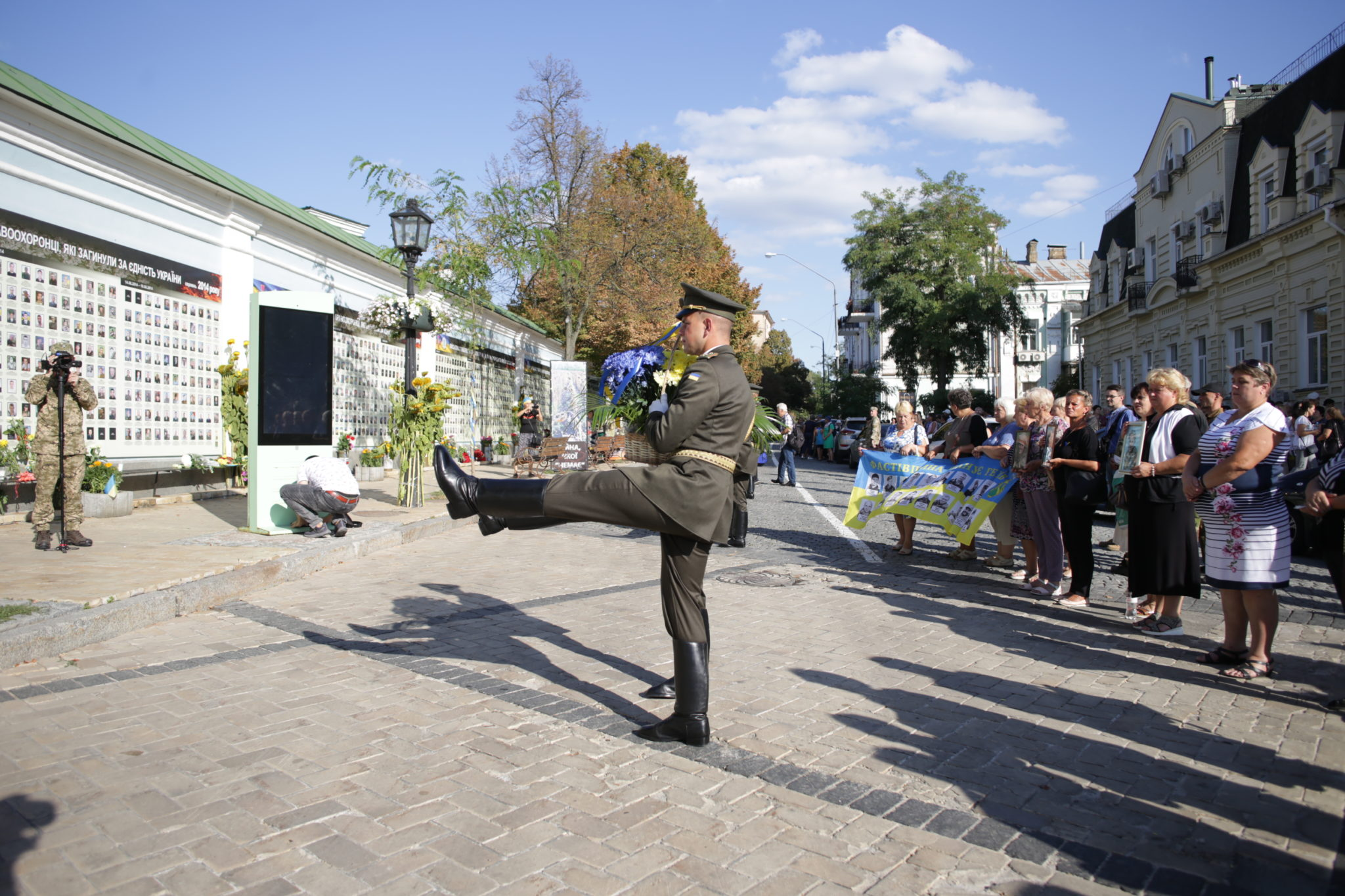
烏克蘭陣亡將士紀念日儀式，2019年8月29日拍攝

截至2017年4月，紀念牆已經從塑料結構更換為更高質量的金屬結構，並將紀念牆延伸到聖米迦勒金頂修道院的11個地點。紀念牆於2017年4月23日由菲拉列特都主教祝聖。當時，紀念牆上展示大約3000張陣亡的烏克蘭戰士照片。

### 合法化
2018年6月，媒體發現紀念牆附近放置了垃圾箱和流動廁所，流動廁所安置在紀念牆對面，而且很多基輔人經常把車停泊在紀念牆附近，引起陣亡士兵家屬不滿而抗議，要求停止將紀念地變成停車場、垃圾場和公廁。陣亡將士家屬向基輔市長維塔利·克利奇科呼籲，要求公共服務部門以理解的態度對待遇難者的紀念地。並向時任烏克蘭總統彼得·波羅申科、烏克蘭最高拉達議員和烏克蘭總理弗拉基米爾·格羅伊斯曼發出呼籲，要求合法化紀念牆。
經過陣亡將士家屬的抗議和聖米迦勒金頂修道院的神職人員呼籲下垃圾箱和流動廁所被移除。2018年6月4日，基輔第一副市長米科拉·波沃羅茲尼克向陣亡將士家屬致歉，並處分安置垃圾箱和流動廁所的負責人。2018年6月7日，其宣佈基輔市政府計劃在紀念牆周圍建立一個紀念區，而且除了頓巴斯陣亡士兵，還會加入在廣場革命中遇難者天上百人在紀念牆上。而基輔市議會支持市政府的決定，其與聖米迦勒金頂修道院達成協議，禁止在聖米迦勒廣場舉行群眾活動，但宗教和教育活動除外。
2018年7月，「烏克蘭陣亡者紀念冊網站」為紀念牆建立電子終端設置募集資金，總成本為180000烏克蘭格里夫納。2018年8月，多個具有防破壞設施的電子終端設置在紀念牆旁，該終端連接到「烏克蘭陣亡將士紀念冊」網站的數據庫。這個終端能夠快速查找需要的人物，並顯示尚未在牆上展示烏克蘭陣亡戰士的信息。在2018年8月29日，菲拉列特宗主教與基輔宗主教聖統烏克蘭正教會的神職人員一同祝聖另外四個附加在紀念牆上的電子終端設置。這項活動也有其他教會和宗教組織的代表，陣亡英雄的家庭、戰友、朋友，以及社會組織的代表參加。

### 修繕及更名
2020年紀念牆重新修繕，並由原名「烏克蘭陣亡將士紀念牆」改名為「俄烏戰爭中陣亡的烏克蘭將士紀念牆」。據組織者稱，紀念牆的建造沒有預算資金。只有公共組織、志願者和烏克蘭正教會提供了幫助。2020年8月20日，烏克蘭正教會首席主教，基輔及全烏克蘭都主教伊皮法紐斯祝聖修繕後的紀念牆，上面展示了近4500張新的照片。包括克里米亞穆斯林精神理事會主席穆夫提艾德爾·魯斯特莫夫、烏克蘭猶太教首席拉比代表德米特羅·雅科夫等其他宗教代表也有出席。
隨著戰爭年月的流逝，在紀念牆附近一種悼念陣亡者的傳統建立起來。特別是每年在8月底，烏克蘭軍人和志願軍從伊洛瓦伊斯克戰役的紀念日前夕，一個人道主義項目「疏散200」的義工在夜間舉辦了名為「記憶檢查站」的流動展覽活動。

## 外國領導人及官員拜訪
2020年8月24日，德國外交部長海科·馬斯向紀念牆敬獻鮮花。2020年8月27日，美國副國務卿斯蒂芬·比根和烏克蘭外交部長德米特羅·庫列巴在更名後不久的紀念牆上獻花，以紀念為烏克蘭犧牲的人們。而波蘭副總理兼國防部長馬尤什·布拉什恰克則於2022年7月13日獻花。
2022年，時任英國首相鮑里斯·約翰遜與烏克蘭總統弗拉基米爾·澤連斯基一起參觀紀念牆。2022年2月歐盟各國駐烏克蘭大使一同往紀念牆獻花。2023年2月20日，美國總統祖·拜登訪問烏克蘭，其前往紀念牆獻花及默哀。2023年3月21日，日本首相岸田文雄訪問烏克蘭，其向紀念牆敬獻花圈

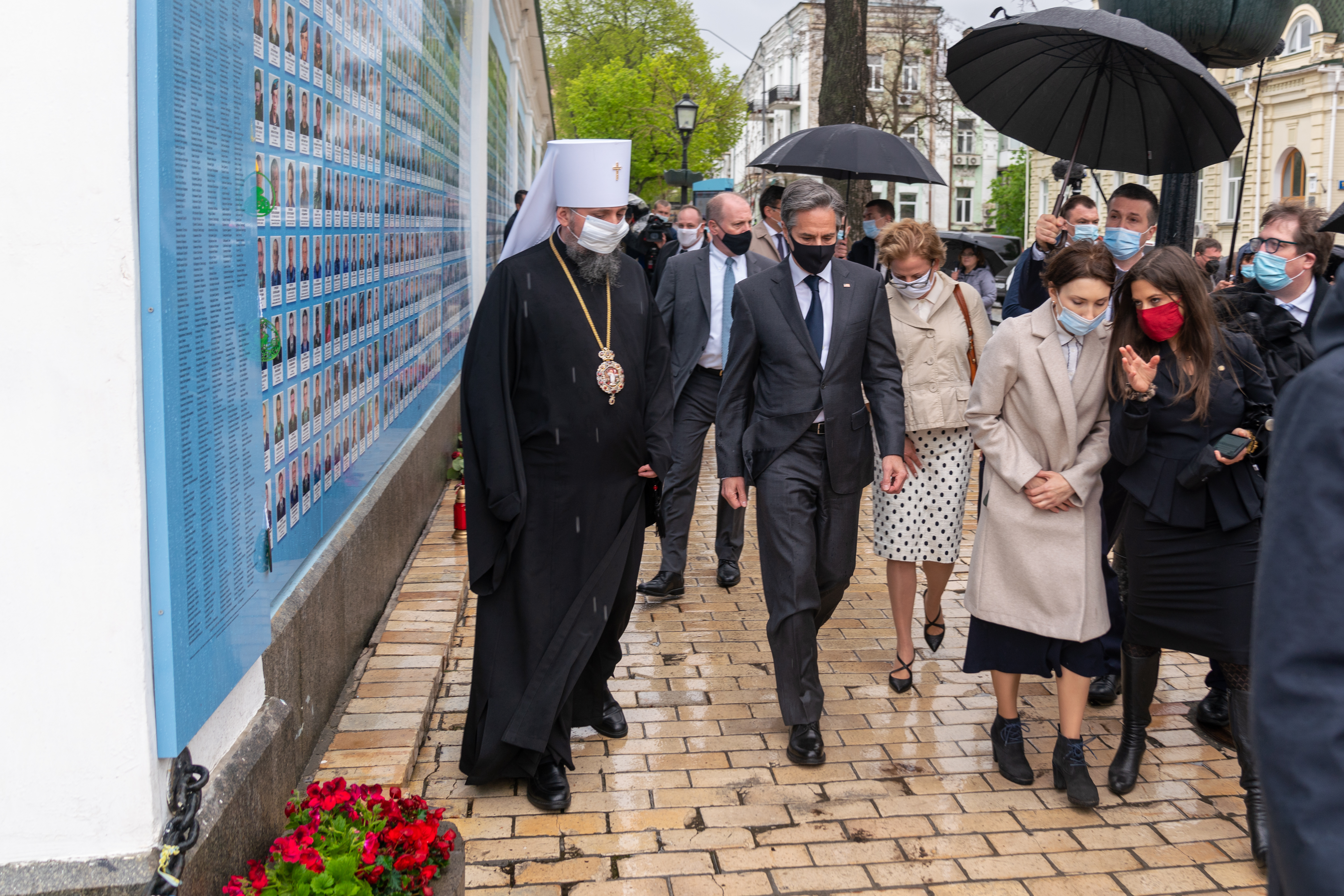
美國國務卿安東尼·布林肯
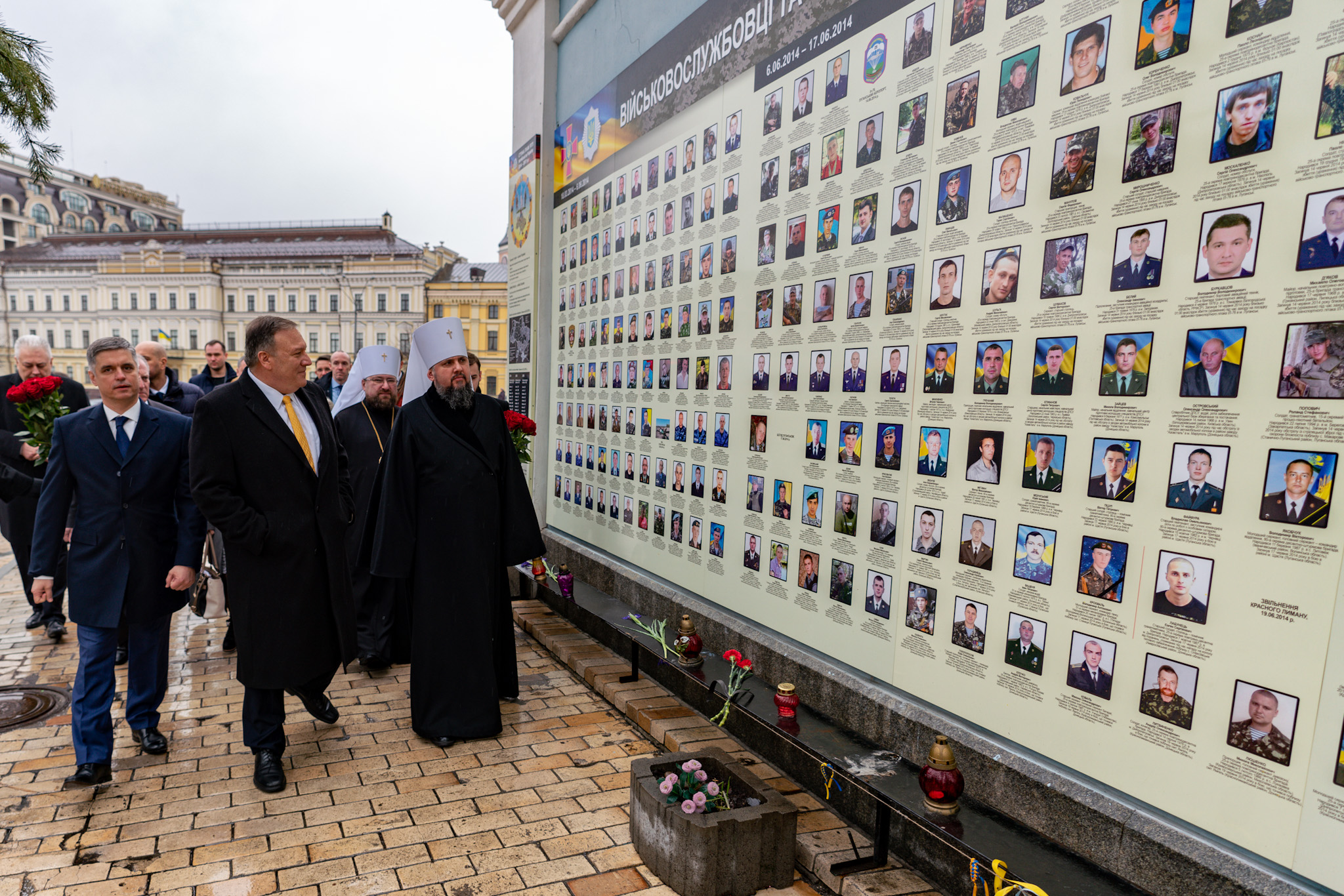
時任美國國務卿邁克·蓬佩奧
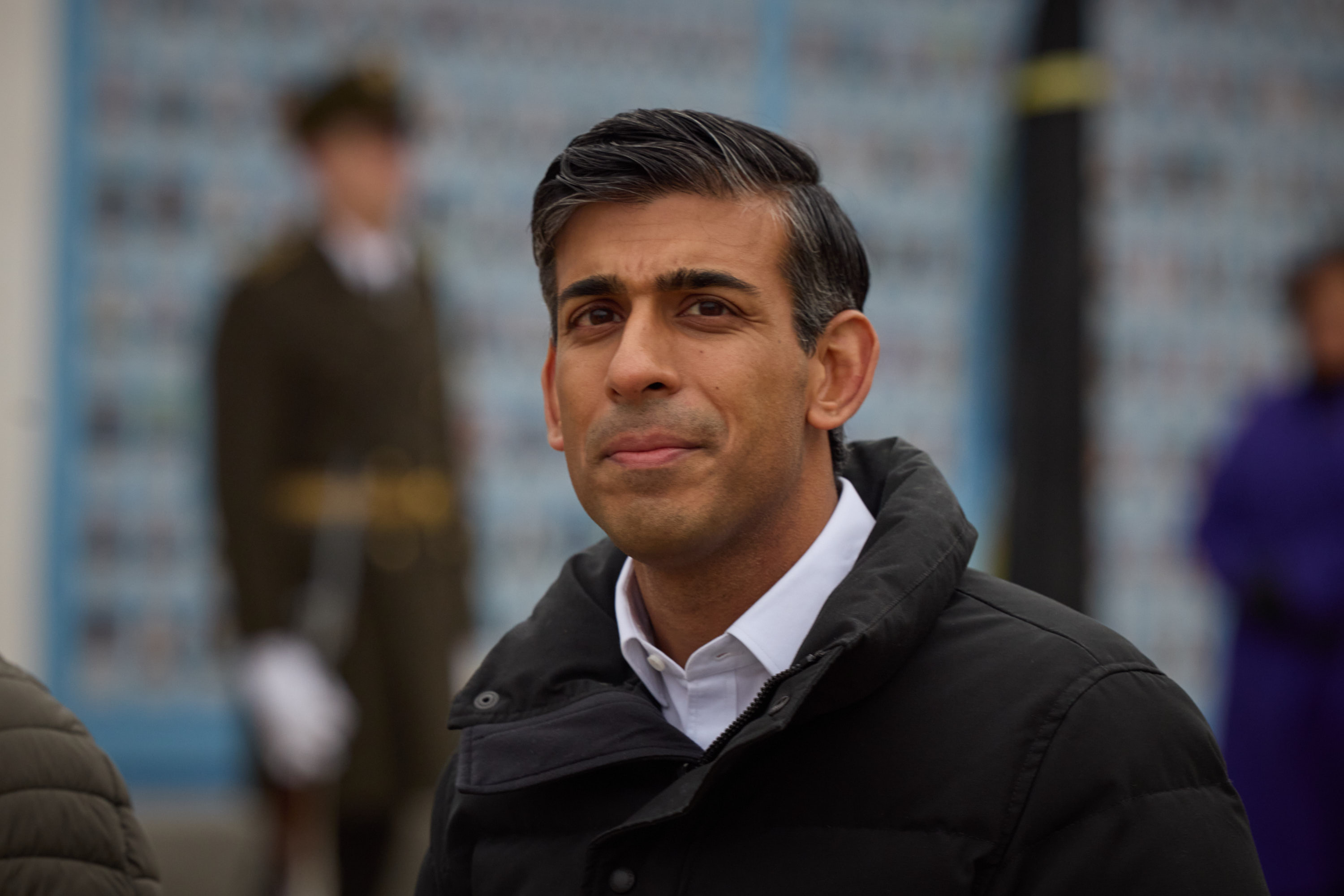
英國首相辛偉誠
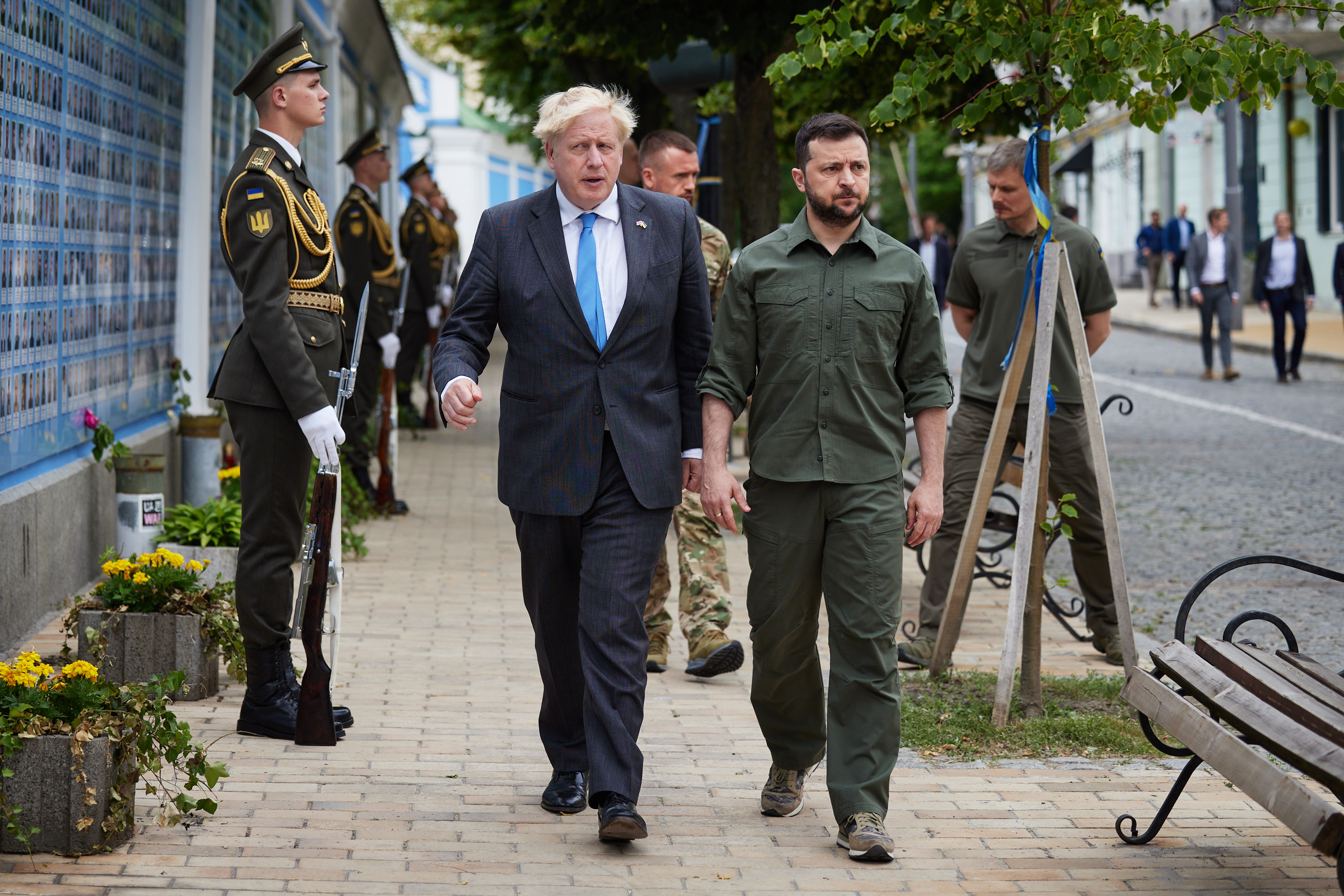
時任英國首相鮑里斯·約翰遜與烏克蘭總統弗拉基米爾·澤連斯基
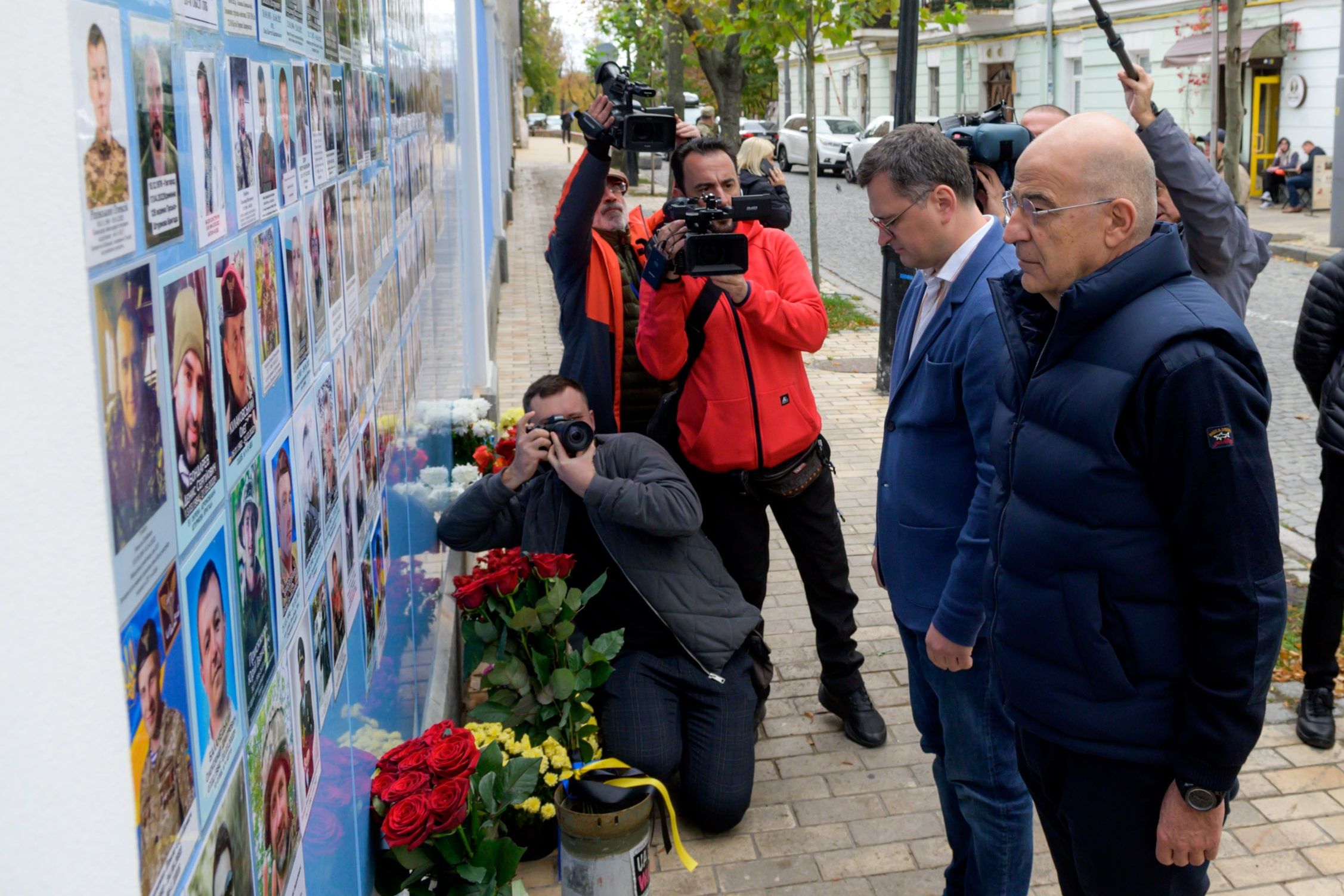
時任希臘外交部長尼科斯·登迪亞斯
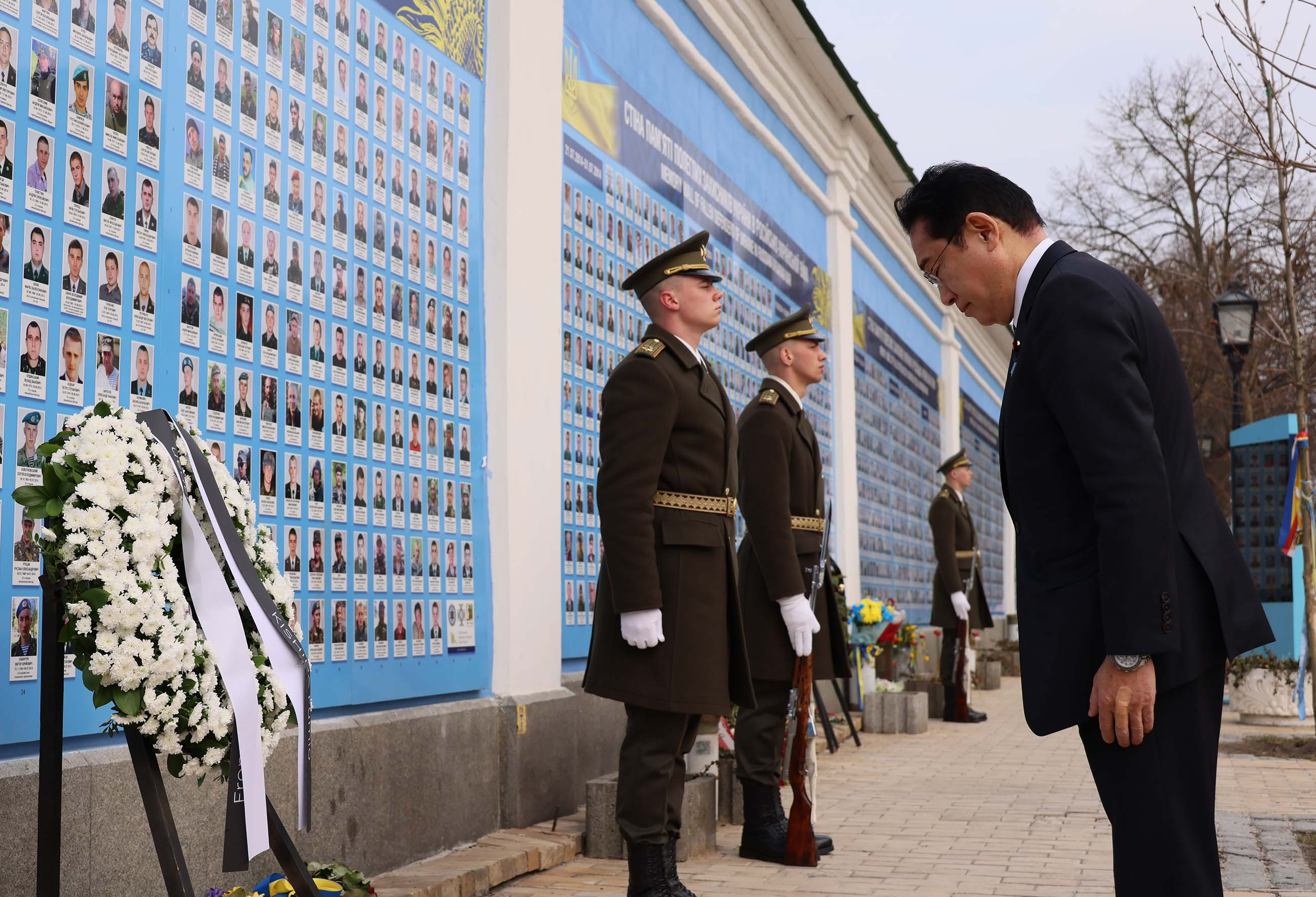
日本首相岸田文雄

## 排列方式
紀念牆上的將士資料不是按西里爾字母順序排列，而是按年份和陣亡地點排列，所以在同一場戰鬥中陣亡的士兵的照片通常彼此相鄰，以方便陣亡將士家屬找到肖像。
而紀念牆也開放給陣亡將士家屬將陣亡將士的照片貼上，其照片闊高不超過10-15厘米，並註明姓名、父名、出生日期和根據死亡證明的死亡日期，以及陣亡將士服役的單位和軍銜。